# Robert L. Coffman
Robert L. Coffman (* ca. 1948) ist ein Immunologe.
Coffman erwarb einen Bachelor an der Indiana University in Bloomington, Indiana, und einen Ph.D. an der University of California, San Diego. Als Postdoktorand arbeitete er an der Stanford University Medical School. Ab 1981 arbeitete Coffman am DNAX Research Institute, einem privaten Forschungsinstitut in Palo Alto, Kalifornien, zuletzt als Forschungsgruppenleiter (Distinguished Research Fellow). Seit dem Jahr 2000 ist Coffman Vizepräsident und wissenschaftlicher Leiter (Chief Scientific Officer) des Biotechnologie-Unternehmens Dynavax Technologies in Berkeley, Kalifornien. Coffman arbeitete zusätzlich für das Baylor Research Institute in Dallas, Texas.
Coffman konnte wesentliche Beiträge zur Erforschung des Immunsystems leisten, insbesondere zur Regulation der Immunantwort bei Allergien und Infektionskrankheiten. Er entdeckte gemeinsam mit Tim Mosmann, dass es TH1- und TH2-T-Helferzellen gibt, die wesentlich an der Regulation der Immunantwort beteiligt sind. Jüngere Arbeiten befassen sich mit der angeborenen Immunantwort, ihrem Einfluss auf die adaptive Immunantwort und den Möglichkeiten, durch Einsatz bestimmter Substanzen bestimmte Teile der angeborenen Immunantwort zu hemmen oder zu stimulieren, um Allergien und Autoimmunkrankheiten zu behandeln. Bei Dynavax führte er neue Therapeutika gegen Asthma, Autoimmunkrankheiten, Hepatitis C und Krebs sowie einen neuen Impfstoff gegen Hepatitis B zur klinischen Prüfung.
Thomson Reuters zählt Coffman zu den Favoriten auf einen Nobelpreis für Physiologie oder Medizin (Thomson Reuters Citation Laureates). 1997 erhielt er (gemeinsam mit Tim R. Mosmann und Stuart F. Schlossman) den William B. Coley Award. 2006 wurde er zum Mitglied der National Academy of Sciences gewählt.